# 1993年の台風
1993年の台風（1993ねんのたいふう、太平洋北西部で発生した熱帯低気圧）のデータ。台風の発生数は28個であった。
日本への接近数は9個で、上陸数は当時としては統計史上最多タイの6個（現在は2番目に多い記録）であった。この上陸数は平年（約3個）のおよそ2倍であった。
台風1号は3月13日に発生。台風は8月から10月に集中して発生し、８～12月で台風は22個発生した。7月と8月に集中して台風が上陸し、8月に上陸した台風13号は「非常に強い」勢力で九州に上陸し、甚大な被害を与えた。

## 台風の日本上陸数
| 上陸数が多い年 | 上陸数が多い年                                   | 上陸数が多い年 | 上陸数が少ない年 | 上陸数が少ない年                                        | 上陸数が少ない年 |
| 順位           | 年                                               | 上陸数         | 順位             | 年                                                      | 上陸数           |
| -------------- | ------------------------------------------------ | -------------- | ---------------- | ------------------------------------------------------- | ---------------- |
| 1              | 2004年                                           | 10             | 1                | 2020年 2008年 2000年 1986年 1984年                      | 0                |
| 2              | 2016年 1993年 1990年                             | 6              | 6                | 2023年 2009年 1995年 1987年 1980年 1977年 1973年 1957年 | 1                |
| 5              | 2019年 2018年 1989年 1966年 1965年 1962年 1954年 | 5              |                  |                                                         |                  |

## 月別の台風発生数
| 1月 | 2月 | 3月 | 4月 | 5月 | 6月 | 7月 | 8月 | 9月 | 10月 | 11月 | 12月 | 年間 |
| --- | --- | --- | --- | --- | --- | --- | --- | --- | ---- | ---- | ---- | ---- |
|     |     | 1   |     |     | 1   | 4   | 7   | 5   | 5    | 2    | 3    | 28   |

## 「台風」に分類されている熱帯低気圧

### 台風1号（イルマ）
199301・02W
3月10日にマーシャル諸島近海で熱帯低気圧が発生し、13日に台風に発達。台風名「イルマ」と命名された。1号はやや発達しながら北西に進んだのち17日に熱帯低気圧となった。

### 台風2号（コリン）
199302・06W・ゴーリン
6月16日にマーシャル諸島近海で熱帯低気圧が発生。21日に台風に発達し、台風名「コレン」と命名された。2号は22日頃から急速に発達を始め、24日頃には一時「猛烈な」勢力に発達した。その後はルソン島を通過して29日に熱帯低気圧となった。この年の台風の中では最強の勢力となった。

### 台風3号（ルイス）
199303・08W・フリン
7月7日頃にフィリピンの東で発生した熱帯低気圧が8日に台風に発達。台風名（ルイス）と命名された。3号はフィリピンを通過したのち南シナ海で発達。その後13日に大陸で熱帯低気圧となった。

### 台風4号（ネイサン）
199304・10W

7月20日にマリアナ諸島の北東の海上で発生。24日には父島の西海上で、中型で並の強さにまで発達し、25日に中型の弱い勢力で徳島県に上陸した。上陸後は次第に勢力を弱めながら北西ないし北北西へ進み、岡山県に再上陸して日本海に抜け、温帯低気圧に変わった。この台風の影響により、床上浸水15棟、床下浸水10棟の被害がもたらされた。

### 台風5号（オフェリア）
199305・11W・ルミン

7月26日に沖ノ鳥島の北海上で発生し、27日11時頃、鹿児島県大隅半島に上陸。その後北東に進み、同日17時半頃に山口県徳山市付近に再上陸した後、28日には日本海に進んだ。なお、この台風に続くように台風6号も襲来し、九州に2つの台風が相次いで上陸して被害を拡大させた。

### 台風6号（パーシー）
199306・12W・マイリン
7月28日に沖縄の南の海上で発生した後、勢力を強めながら沖縄本島の東海上を北上し、30日0時前に長崎県長崎市付近に上陸。その後は対馬海峡を経て日本海へ進んだ。前項の通り、台風5号通過直後に上陸したため、西日本では被害が拡大した。なお、これら2つの台風によって九州・四国・中国地方の西部で大雨となり、期間降水量は、旭丸（徳島県神山町）で966 mm、本川（高知県本川村）で809 mm、見立（宮崎県日之影町）で800 mmに達した。 また、大分県や山口県、宮崎県などで土砂災害などが起きた。

### 台風7号（ロビン）
199307・13W・オペン

### 台風8号（スティーブ）
199308・14W

### 台風9号（ターシャ）
199309・16W・ラビン

### 台風10号（ケオニ）
199310・01C
越境台風となった。

### 台風11号（ヴァーノン）
199311・17W

8月22日に日本の遥か南海上で発生。勢力を強めながら北北西に進み、26日午後には鳥島の東海上で進路を北に変え，27日未明から伊豆諸島の東をゆっくりと北上し、同日に関東地方に最接近。その後は房総半島をかすめながら千葉県銚子市付近を通過し、北北東に進んで、27日夜に北海道釧路市付近に上陸した。

### 台風12号（ウィノナ）
199312・18W・サリン

### 台風13号（ヤンシー）
199313・19W・テシン
8月31日に沖ノ鳥島近海で発生。西寄りに進みながら発達し、9月1日には進路を北寄りに変え、2日には中心気圧925hPa、最大風速50m/sの大型で非常に強い勢力となって北上を続けた。その後は沖縄の久米島付近を通過し、最低海面気圧928.1 hPaが記録された。また久米島では、最大瞬間風速53.9m/s、最大風速36.5m/sを観測したが、その瞬間に風速計が破壊され、非公式にはさらに強い風が観測されている。台風は勢力を維持しつつ九州に接近し、3日16時前に中心気圧930 hPa、最大風速50m/sという記録的な勢力で薩摩半島南部に上陸した。この勢力は、1959年に日本の台風史上最悪の被害を出した伊勢湾台風（929 hPa）に近く、1951年の統計開始以降では第2室戸台風、伊勢湾台風に次いで、上陸時の中心気圧が3番目に低い台風となっている。しかし上陸後は徐々に勢力が衰え、日本海で温帯低気圧になった。

### 台風14号（ゾラ）
199314・20W・アンシン

9月7日に沖縄の南の海上で発生し、南西諸島の東海上を進んだ。9日に和歌山県南部に上陸し、長野県南部で温帯低気圧に変わり、日本の東海上へ進んだ。この台風の影響で、死者・行方不明者4人、負傷者12人、全壊・流失1棟、半壊・一部破損161棟、床上浸水156棟、床下浸水1388棟の被害が確認されている。

### 台風15号（エイブ）
199315・21W・ワルディン

### 台風16号（ベッキー）
199316・22W・イエン

### 台風17号（セシル）
199317・24W

### 台風18号（ドット）
199318・23W・アンディン

### 台風19号（エド）
199319・25W・ディナン

### 台風20号（フロー）
199320・26W・カジャン

### 台風21号（ジーン）
199321・27W・ガンダン

### 台風22号（ハティ）
199322・29W

### 台風23号（アイラ）
199323・30W・ハシン
フィリピンを襲った後、南シナ海を通過して香港に接近し、啓徳空港における中華航空605便オーバーラン事故の引き金にもなった。

### 台風24号（ジーナ）
199324・31W

### 台風25号（カイル）
199325・34W・ルリン

### 台風26号（ローラ）
199326・35W・モナン

### 台風27号（マニー）
199327・36W・ナニン　
| 順位 | 名称               | 国際名    | 年     | 南下幅 (緯度) |
| ---- | ------------------ | --------- | ------ | ------------- |
| 1    | 平成15年台風第18号 | Parma     | 2003年 | 8.9           |
| 2    | 平成29年台風第5号  | Noru      | 2017年 | 8.2           |
| 3    | 平成5年台風第27号  | Manny     | 1993年 | 7.5           |
| 3    | 平成16年台風第25号 | Muifa     | 2004年 | 7.5           |
| 5    | 昭和61年台風第14号 | Wayne     | 1986年 | 6.9           |
| 6    | 平成12年台風第15号 | Bopha     | 2000年 | 6.7           |
| 7    | 平成3年台風第20号  | Nat       | 1991年 | 6.6           |
| 8    | 平成8年台風第25号  | Ernie     | 1996年 | 6.4           |
| 9    | 平成30年台風第12号 | Jongdari  | 2018年 | 6.3           |
| 10   | 昭和39年台風第14号 | Kathy     | 1964年 | 6.2           |
| 10   | 昭和52年台風第12号 | Dinath    | 1977年 | 6.2           |
| 10   | 昭和59年台風第25号 | Bill      | 1984年 | 6.2           |
| 10   | 令和4年台風第11号  | Hinnamnor | 2022年 | 6.2           |

### 台風28号（ネル）
199328・37W・プリン
| 順位 | 名称               | 国際名 | 発生日時            |
| ---- | ------------------ | ------ | ------------------- |
| 1    | 平成12年台風第23号 | Soulik | 2000年12月30日 9時  |
| 2    | 平成26年台風第23号 | Jangmi | 2014年12月28日 21時 |
| 3    | 昭和27年台風第27号 | Hester | 1952年12月28日 9時  |
| 4    | 平成13年台風第26号 | Vamei  | 2001年12月27日 9時  |
| 5    | 昭和50年台風第21号 | ‐      | 1975年12月26日 21時 |
| 6    | 昭和41年台風第35号 | Pamela | 1966年12月26日 9時  |
| 6    | 平成7年台風第23号  | Dan    | 1995年12月26日 9時  |
| 8    | 平成5年台風第28号  | Nell   | 1993年12月25日 9時  |
| 8    | 平成24年台風第25号 | Wukong | 2012年12月25日9時   |
| 10   | 昭和29年台風第23号 | ‐      | 1954年12月24日 15時 |